# Wolfgang Rasch
Wolfgang Rasch (* 21. Dezember 1934 in Halle (Saale); † 29. Juli 2012 in Frankfurt am Main) war ein deutscher Verlagsbuchhändler und langjähriger Geschäftsführer der Stiftung Buchkunst.

## Leben und Werk
1954 zog Wolfgang Rasch nach Frankfurt am Main. Sein in Erfurt begonnenes geisteswissenschaftliches Studium setzte er für kurze Zeit an der Goethe-Universität fort, bevor er eine Ausbildung als Verlagsbuchhändler absolvierte. 1960 wurde er Hersteller im S. Fischer Verlag, später Lektor im Fischer Taschenbuch Verlag. 1978 wechselte er mit dem Büro Wolfgang Rasch Publikationsservice in die Selbständigkeit. Neben seiner freiberuflichen Tätigkeit unterrichtete er an der Deutschen Buchhändlerschule (heute: Mediacampus Frankfurt) das Fach Verlagsherstellung.
Von 1983 bis 2001 war Rasch Geschäftsführer der Stiftung Buchkunst. In dieser Zeit initiierte er den Preis der Stiftung Buchkunst und den Förderpreis für junge Buchgestalter. Nach der deutschen Wiedervereinigung war er maßgeblich am Zusammenschluss der beiden deutschen Gestaltungswettbewerbe zu einem gesamtdeutschen Wettbewerb der Schönsten Bücher beteiligt. Mit Ausstellungen, Vorträgen und Publikationen wie Buchkunst im Wandel und Die vollkommene Lesemaschine sorgte Rasch dafür, dass die Ideen der Stiftung Buchkunst und das „schön gemachte Buch“ eine wachsende Akzeptanz in der Buchbranche und in der Öffentlichkeit erfuhren.
Freunde und Kollegen verabschiedeten Wolfgang Rasch im Dezember 2000 in der Deutschen Bibliothek nach 18 Jahren Geschäftsführung mit der Festschrift Rasch-Hour.

## Zitat
Klaus-Dieter Lehmann, von 1988 bis 1998 Generaldirektor der Deutschen Bibliothek in Frankfurt, schrieb über Wolfgang Rasch:

„In unnachahmlicher Weise und in unterschiedlichsten Funktionen warb er für das Buch, schmeichelte den Förderern, motivierte die Büchermacher, scherzte mit den Juroren, ergötzte das Publikum, ignorierte die Ignoranten, verblüffte die Gremien und überzeugte den Markt. Er machte die Buchkunst, die Buchqualität zum Erfolg. Als Mister Buchkunst wird er in die Annalen eingehen – als jemand, der Professionalität mit Originalität und Anspruch verbindet und der dem Berufsstand der Büchermacher wieder zu einem jugendlichen Aufschwung verhalf.“